# Eduard von Höpfner
Friedrich Eduard Alexander von Höpfner (* 27. September 1797 in Berlin; † 21. November 1858 ebenda) war ein preußischer Generalmajor, Militärschriftsteller und Direktor der Allgemeinen Kriegsschule.

## Leben

### Herkunft
Er war der Sohn des preußischen Majors Gotthilf Christoph von Höpfner (1747–1807) und dessen Ehefrau Christiane Elisabeth, geborene Falinska († 1849). 

### Militärkarriere
Höpfner besuchte das Gymnasium zum Grauen Kloster und anschließend das Kadettenkorps in seiner Heimatstadt. Aufgrund der beginnenden Befreiungskriege gegen Napoleon meldete er sich am 1. April 1813 als Freiwilliger und wurde als Jäger im 2. Westpreußischen Dragoner-Regiment der Preußischen Armee angestellt. Höpfner nahm an den Gefechten bei Nimwegen, Hoogstraten, Antwerpen und Crépy teil, machte die Belagerung von Soissons mit und kämpfte in der Schlacht bei Laon. Für seine Leistungen erhielt er das Eiserne Kreuz II. Klasse sowie den Russischen Orden des Heiligen Georg. Am 28. Mai 1814 wurde Höpfner zum Portepeefähnrich ernannt und am 29. Januar 1815 zum Sekondeleutnant befördert.
Zur weiteren Ausbildung kommandierte man ihn ab 1. Oktober 1820 für drei Jahre an die Allgemeine Kriegsschule. Daran schloss sich vom 1. Juli 1825 bis zum 17. Juni 1827 eine Kommandierung zum Topographischen Büro an. Anschließend war Höpfner Adjutant der 9. Division in Glogau und wurde am 30. März 1827 als Premierleutnant unter Belassung in seiner Stellung dem 1. Kürassier-Regiment aggregiert. Ende März 1830 folgte eine einjährige Kommandierung zum Großen Generalstab mit anschließender Versetzung in den Generalstab des V. Armee-Korps. Als Kapitän kehrte Höpfner am 30. März 1833 wieder in den Großen Generalstab zurück und war zeitgleich in den Jahren 1835/37 auch als Lehrer an der Allgemeinen Kriegsschule sowie an der Vereinigten Artillerie- und Ingenieurschule tätig. Nachdem er am 28. Januar 1840 Major geworden war, wurde Höpfner vom 10. April 1840 für ein Jahr in den Generalstab des I. Armee-Korps versetzt. Anschließend wieder im Großen Generalstab tätig, wurde er im September 1843 zu General Wrangel bei den großen Kavalleriemanövern bei Berlin kommandiert. Am 3. April 1845 ernannte man ihn zum Chef des Generalstabes des VIII. Armee-Korps und beförderte Höpfner in dieser Stellung am 23. September 1847 zum Oberstleutnant. Daran schloss sich ab 22. August 1848 eine Verwendung als Abteilungschef im Großen Generalstab an. Vom 3. Februar bis 2. November 1849 war Höpfner zusätzlich zur Vertretung des Direktors der Obermilitär-Examinationskommission kommandiert. Anschließend wurde er dem Generalstab aggregiert und zum Direktor der Allgemeinen Kriegsschule sowie zum Direktor der Militär-Studienkommission ernannt. Am 19. November 1849 folgte seine Beförderung zum Oberst sowie am 17. August 1854 zum Generalmajor. In der Zwischenzeit war Höpfner am 2. Oktober 1850 unter Belassung in seiner Stellung à la suite des Generalstabes gestellt worden.
Krankheitsbedingt wurde Höpfner am 6. September 1856 der Abschied mit Pension gewährt. In Anerkennung seiner Verdienste verlieh ihm König Friedrich Wilhelm IV. am 10. Januar 1857 den Roten Adlerorden II. Klasse mit Eichenlaub.
Nach seinem Tod wurde er auf dem Alten Garnisonsfriedhof in Berlin beigesetzt.

### Militärschriftsteller
Seit 1841 war Höpfner Redakteur des Militär-Wochenblattes gewesen. Er verfasst außerdem eine Reihe von militärhistorischen Schriften; darunter das mehrteilige Werk Der Krieg von 1806 und 1807. 1854 erhielt er den Verdunpreis.

### Familie
Höpfner hatte sich am 26. Dezember 1833 in Berlin mit Julie von Jaenichen (1812–1886) verheiratet. Sie war die Tochter des späteren preußischen Generalleutnants Ludwig von Jenichen (1783–1855). Aus der Ehe gingen folgende Kinder hervor:
- Marie (1846–1926) ⚭ Heinrich zu Rantzau (1834–1891), preußischer Generalleutnant
- Paul (1849–1924), preußischer General der Infanterie